# Michael Stöckle
Michael Stöckle (* 14. Mai 1957 in Pirmasens) ist ein deutscher Mediziner. Er war Inhaber des Lehrstuhls für Urologie und Kinderurologie an der Universität des Saarlandes und Leiter der Klinik für Urologie am Universitätsklinikum des Saarlandes in Homburg.

## Leben
Michael Stöckle wurde als Sohn des Richters Leo Stöckle und seiner Frau Helma, geb. Kehrwald, in Pirmasens geboren. Nach dem Abitur am Altsprachlichen Gymnasium Pirmasens 1976 studierte er seit dem Wintersemester 1976/77 Medizin an der Medizinischen Hochschule Hannover und an der Rheinischen Friedrich-Wilhelms-Universität Bonn. Im August 1978 legte er in St. Augustin bei Bonn die Ärztliche Vorprüfung ab und wechselte anschließend an die Johannes-Gutenberg-Universität Mainz. Dort legte er im August 1979 den ersten, im März 1982 den zweiten Abschnitt der Medizinischen Prüfung ab und absolvierte von April 1982 bis März 1983 sein Praktisches Jahr in der Urologie des Städtischen Krankenhauses Kemperhof in Koblenz. Im Juli 1982 legte Stöckle in Koblenz das amerikanische Staatsexamen (ECFMG) und im April 1983 des dritten Teil der Ärztlichen Prüfung ab. Ab Mai 1983 arbeitete er in der Chirurgischen Abteilung des Nordwest-Krankenhauses in Frankfurt am Main und wurde im Juni 1983 in Mainz mit der Studie Antigenetische Untersuchungen an Allotypen der vierten Komplementkomponente beim Meerschweinchen bei Dieter Bitter-Suermann promoviert.
Nach der Promotion folgte die Ausbildung zum Urologen an der Universität Mainz, der Universitätsklinik Leiden (Niederlande) und am Kantonsspital St. Gallen (Schweiz). 1989 wurde Stöckle von der Ärztekammer Rheinhessen zum Facharzt für Urologie ernannt. Nach der Habilitation in Mainz 1989 mit einer Arbeit über Prognose-Kriterien des Harnblasenkarzinoms unter Berücksichtigung des DNS-Histogramms wurde Stöckle Oberarzt, seit 1994 Leitender Oberarzt und stellvertretender Klinikdirektor an der Klinik für Urologie und Kinderurologie der Universität Mainz. Von 1996 bis 2000 war er Direktor der Klinik für Urologie an der Christian-Albrechts-Universität Kiel. Von 2000 bis 2024 war er Direktor der Klinik für Urologie und Kinderurologie des Universitätsklinikum des Saarlandes.

## Mitgliedschaften
Stöckle war Mitglied und seit 2004 Generalsekretär der Deutschen Gesellschaft für Urologie (DGU), der European Urological Association (EAU), der American Urological Association (AUA), der Societé Internationale d'Urologie (SIU) und der Deutschen Krebsgesellschaft (DKG). Seit 2004 gehörte Stöckle zum Fachkollegiat der Deutschen Forschungsgesellschaft (DFG). 

## Schriften (Auswahl)
- Antigenetische Untersuchungen an Allotypen der vierten Komplementkomponente beim Meerschweinchen. (Mainz, Univ., Diss., 1983).
- Prognose-Kriterien des Harnblasenkarzinoms unter Berücksichtigung des DNS-Histogramms. (Mainz, Univ., Habil.-Schr., 1989).